# Olcella finalis
Olcella finalis är en tvåvingeart som först beskrevs av Becker 1912.  Olcella finalis ingår i släktet Olcella och familjen fritflugor.
Artens utbredningsområde är Kalifornien. Inga underarter finns listade i Catalogue of Life.